# Ortnamn i Halland
Ortnamn i Halland kan, liksom de andra svenska ortnamnen, delas upp i naturnamn och kulturnamn. Kulturnamnen är ofta bebyggelsenamn med  efterled där bebyggelsen beskrivs, såsom -by i Ljungby, Tjärby, Ysby, Åsby, Övraby och -torp som i Svenstorp, Skogstorp och Våxtorp.
Vissa ortnamn är speciella för Halland och delar av omgivande landskap. Exempel på detta är namn som har efterleden -hult och -red. Ortnamnen i Halland är, som i alla andra landskap i Sverige, dels osammansatta ortnamn och dels sammansatta. Av enstaviga ortnamn i Halland kan nämnas Hjälm och av tvåstaviga till exempel Bua och Åsa. De allra flesta av de sammansatta ortnamnen har två ordled, förled och efterled, som till exempel Oskarström och Åled, men det finns också namn med tre ordled, som Simlångsdalen.

## Definition av begreppet ortnamn
Ortnamn eller toponymer är namn på geografiska företeelser och ortnamnen kan delas upp i bebyggelsenamn och naturnamn. 
En språkvetenskaplig definition är att "ett ortnamn är ett språkligt uttryck som i en viss namnbrukarkrets är knutet till en bestämd plats".

## Ortnamnskategorier
Alla ortnamn delas upp i två huvudkategorier: naturnamn och kulturnamn. Kulturnamnen kan indelas tre kategorier: ägonamn, bebyggelsenamn och namn på artefakter. 
Naturnamn är namn på vattendrag, sjöar, skogar o.s.v. Ägonamn är namn på mark som används för jordbruk och boskapsskötsel, till exempel åkrar, ängar och hagar. Bebyggelsenamn är namn på tätorter, byar, gårdar, bygder med mera. Artefaktnamn är namn på broar, hamnar, gruvor, gravhögar m.m. Bebyggelsenamn kan vara primära eller sekundära. Primära bebyggelsenamn avser bebyggelse redan från början, till exempel de som slutar på -by eller -torp (som Tjärby och Rolfstorp).  Sekundära bebyggelsenamn har inte från början betecknat bebyggelse, utan har ursprungligen varit naturnamn, ägonamn eller artefaktnamn. Exempel på sådana ortnamn i Halland är Heberg, Laxvik, Långås med flera.

## Geografisk fördelning av ortnamnen
I kustbygden är ortnamnen oftast terrängbetecknande, som Laxvik, Särö, Tylösand och Årnäs. I jordbruksbygden finns några förhistoriska typer av bebyggelsenamn, som Gödestad och Årstad samt Steninge, Trönninge och Veinge. Vanliga är också namnen på -by, som Tjärby, Ysby och Åsby. Under medeltiden utgick en kraftig expansion av bebyggelsen från kustbygden mot de östra delarna av landskapet, där man började nyodla jord. Därför har ortnamnen i de mer perifera delarna av jordbruksbygden och i östra delen av skogsbygden yngre ortnamn med efterleden -bo, -hult (och -alt och -ilt, som båda kommer av -hult) samt -red. 

## Ortnamnet Halmstad
Halmstad (Halmstæde 1241)  har övertagit sitt namn från en numera försvunnen by. Förledet kan komma av halm, med betydelsen 'säv, vass' och efterledet är stad, 'plats, ställe'.    

## Typiska ortnamnsled och ortnamnsändelser i Halland

### Ortnamnsförled med trädanknytning
- Ask- finns i Askome och med omljudd form i Äskhult.
- Bok- finns i Bokhult.
- Hassel- finns i Hasslöv och i omljudd form i Hässlehult.
- Lind- finns i Lindhult.

### Ortnamnsefterled som betecknar bebyggelse

arp

- -alt är en förkortning av a + hult. Exempel: Bassalt, Brännalt, Husalt, Sjöalt och Västralt.
- -arp har i Halland (liksom i Skåne, Blekinge och Småland) tillkommit genom att en del -torpnamn kommit att få sitt efterled förkortat. Dessa namn förekommer i Halland i exempelvis Bölarp, Gunnarp och Sibbarp.
- -berg är ett relativt vanligt efterled i Halland. Exempel: Falkenberg, Tångaberg Varberg och Vinberg.

red

- -bo är en böjningsform av bod '(förvarings)-bod' och förekommer mest i Hallands skogsbygder, exempelvis Pickelsbo, Sutarebo och Tranabo.
- -by har ursprungligen sannolikt betytt 'boplats, bebyggelse' som den senare betydelsen 'gård, by' har utvecklats från. I Halland finns bland annat Ljungby, Skogaby, Åsby och Övraby.
- -hult är ursprungligen ett naturnamn, och betyder 'liten skog, skogsdunge'. Detta efterled är mycket vanligt i Hallands skogsland. Exempel är Hishult, Oxhult och Spenshult.
- -ige kommer av hög och förekommer i tre sockennamn: Asige, Veddige och Vessige. Namnen motsvaras i Skåne av -ie, t.ex. Grevie.
- -ilt är en förkortning av -hult och förekommer enbart i Halland, i landskapets södra del. Den allra största andelen av dessa namn finns i Halmstads kommun. Exempel: Fägrilt, Lingilt, Timbrilt och Åstrilt.

torp

- -löv förekommer som sockennamn i den södra hälften av Halland  Enslöv, Hasslöv, Ränneslövs socken, Skummeslöv och Träslöv.
- -ome kommer av -hem och finns enbart i Halland. Efterledet motsvaras -um i bland annat Bohuslän,  Skåne och Västergötland. I Halland finns efterledet i tre sockennamn: Askome, Lindome och Okome. Det finns också i några bynamn, exempelvis Derome och Lingome.
- -red är liksom -hult ett typiskt ortnamn i Halland. Betydelsen av -red är 'röjning (i skog)'. Exempel: Kinnared, Knäred och Ullared.
- -rup, som är relativt vanligt i Skåne, kommer av -torp, och det förekommer i tre sockennamn i den södra hälften av Halland: Morup, Torup och Östra Karup.
- -stad förekommer i Halland, liksom i övriga Götaland, och i Värmland. I Svealand (utom Värmland), i Jämtland och i sydöstra Norrland skrivs efterledet som -sta.  Den ursprungliga betydelsen av -stad har antagits vara 'plats, ställe', men även andra tolkningar har föreslagits. Namn med efterledet -stad i Halland är t.ex. Gödestad, Halmstad, Hunnestad, och Årstad.
- -torp finns till största delen i norra Halland och motsvarar där det sydliga -arp. Betydelsen är 'nybygge, utflyttargård'. De första av dessa namn tillkom under vikingatidens slut. Under högmedeltiden tillkom ännu fler av dem. Fyra av dessa namn är sockennamn: Istorp, Rolfstorp, Sällstorp och Våxtorp. Dessutom finns namn på tätorter: Gullbrandstorp och Skottorp. I den norra delen av Halland finns byar med namn på torp, som Allatorp, Gödatorp och Torstorp. I den södra delen av landskapet har -torp oftast blivit -arp.
- -ås är ett relativt vanligt efterled i Halland. Exempel: Buerås, Fjärås, Frillesås och Långås.

### Ortnamnsefterled som betecknar småsjöar

kärr

- -kärr betecknar i nordligaste Halland mindre sjöar och tjärnar, ofta med sumpiga omgivningar. Exempel: Abborrkärr, Kvarnakärr och Stockakärr.

### Ortnamnsändelser som betecknar bebyggelse
- -a är en vanlig pluraländelse i svenska ortnamn.[4] I vissa områden är -e vanligare, till exempel på Gotland, i Bohuslän, i vissa delar av Värmland (till exempel Sunne) och i Härjedalen Hede (ii) Hedha sokn 1397) och Jämtland (Stavre). I Halland är pluraländelsen -a, till exempel i Bua och Torpa.[8]
- -inge är en vanlig avledningsändelse i Halland och betecknar invånarna på en viss plats, till exempel Getinge, Steninge och Veinge.

### Ortnamnsändelser som betecknar vattendrag
- -an är en ändelse i femininum, bestämd form, som i Halland betecknar -ån: Lagan, Nissan, Viskan och Ätran.

## Ortnamn som vittnar om hednisk kult
De ortnamn som har namnet på en fornnordisk gud eller gudinna i sitt förled kallas teofora ortnamn. Tillsammans med övriga ortnamn som syftar på gudadyrkan benämns de sakrala ortnamn.
Ett fåtal halländska kultnamn innehåller namn på gudomligheter: Fröböke 'gudinnan Fröjas boklund', samt Onsala och Onsjö, vars förled kommer av guden Oden. Det finns också namn som betecknar kultplatser, till exempel Hov, med betydelsen gudahus.